# Tipula (Vestiplex) excisa
Tipula (Vestiplex) excisa is een tweevleugelige uit de familie langpootmuggen (Tipulidae). De soort komt voor in het Palearctisch gebied.